# Marcin Sypniewski
Marcin Sypniewski (ur. 30 stycznia 1979 w Bydgoszczy) – polski polityk, prawnik i przedsiębiorca, poseł do Parlamentu Europejskiego X kadencji (od 2024).

## Życiorys
Ukończył studia prawnicze na Uniwersytecie Gdańskim. Od 2006 roku do 2020 roku prowadził działalność gospodarczą w branży prawnej. W latach 2007–2011 był członkiem rady nadzorczej w spółce ADMINISTRACJA DOMÓW MIEJSKICH "ADM" Sp. z o.o. Działalność polityczną zaczynał w Unii Polityki Realnej. Zaangażował się również w działalność Kongresu Nowej Prawicy. Był przewodniczącym Rady Krajowej partii KORWiN, a następnie członkiem zarządu krajowego i wiceprezesem Nowej Nadziei. W marcu 2025 został wybrany jednym z 12 członków Rady Liderów Konfederacji.
W 2011 startował do Sejmu z listy Nowej Prawicy – Janusza Korwin-Mikke. W wyborach samorządowych w 2014 bez powodzenia kandydował na prezydenta Bydgoszczy i na radnego sejmiku kujawsko-pomorskiego. W 2015 roku w wyborach parlamentarnych otworzył listę partii KORWiN w okręgu bydgoskim. W wyborach samorządowych w 2018 roku po raz kolejny bez powodzenia kandydował na prezydenta Bydgoszczy, tym razem z lokalnego komitetu. W 2019 roku kandydował do Parlamentu Europejskiego z ramienia Konfederacji KORWiN Braun Liroy Narodowcy. W wyborach parlamentarnych w tym samym roku nie uzyskał mandatu. W 2023 roku startował nieskutecznie do Sejmu. W 2024 roku uzyskał mandat posła do Parlamentu Europejskiego z poparciem 49 553 wyborców. Dołączył do frakcji Europa Suwerennych Narodów. Jego asystentem krajowym jest właściciel Wydawnictwa 3dom Tomasz Stala.

## Wyniki wyborcze
| Wybory | Komitet wyborczy                                   | Komitet wyborczy                                    | Organ                            | Okręg          | Wynik          |
| ------ | -------------------------------------------------- | --------------------------------------------------- | -------------------------------- | -------------- | -------------- |
| 2011   |                                                    | Nowa Prawica – Janusza Korwin-Mikke                 | Sejm VII kadencji                | nr 4           | 354 (0,10%)    |
| 2014   | Prezydent miasta Bydgoszczy                        | Nowa Prawica – Janusza Korwin-Mikke                 | —                                | 4395 (4,27%)   |                |
| 2014   | Sejmik Województwa Kujawsko-Pomorskiego V kadencji | Nowa Prawica – Janusza Korwin-Mikke                 | nr 1                             | 3638 (3,77%)   |                |
| 2015   |                                                    | KORWiN                                              | Sejm VIII kadencji               | nr 4           | 9863 (2,64%)   |
| 2018   |                                                    | Komitet Wyborczy Wyborców Czas Bydgoszczy CB2018.pl | Prezydent miasta Bydgoszczy      | —              | 8638 (6,17%)   |
| 2019   |                                                    | Konfederacja KORWiN Braun Liroy Narodowcy           | Parlament Europejski IX kadencji | nr 2           | 5085 (0,77%)   |
| 2019   |                                                    | Konfederacja Wolność i Niepodległość                | Sejm IX kadencji                 | nr 4           | 17 873 (3,89%) |
| 2023   | Sejm X kadencji                                    | Konfederacja Wolność i Niepodległość                | 17 157 (3,21%)                   | nr 4           |                |
| 2024   | Parlament Europejski X kadencji                    | Konfederacja Wolność i Niepodległość                | nr 11                            | 49 553 (3,72%) |                |